# Fangak
Fangak – miasto w Sudanie Południowym w stanie Fangak. Liczy 2788 mieszkańców (szacunek 2013).